# منطقه ۹ شهرداری تبریز
شهر تبریز به ۱۰ منطقه شهرداری تقسیم شده است. منطقه ۹ شهرداری تبریز با مساحتی بالغ بر ۸٫۰۳ کیلومتر مربع جمعیتی در حدود ۲ هزار نفر در خود جای داده است.
منطقهٔ ۹ در سال ۱۳۸۸ تأسیس شده است. این منطقه شامل شهرک خاوران و حوزه اطراف آن است.

## تغییرات جمعیتی
منطقهٔ ۹ (خاوران) تبریز یکی از مناطق ده‌گانهٔ شهرداری تبریز است. تغییرات جمعیت این منطقه براساس سرشماری‌های اخیر مرکز آمار ایران به شرح زیر است:
| نام منطقه                                    | جمعیت (۱۳۸۵) | جمعیت (۱۳۹۰) | جمعیت (۱۳۹۵) |
| -------------------------------------------- | ------------ | ------------ | ------------ |
| منطقهٔ ۹ (خاوران) تبریز                       | –            | ۳۲۴          | ۶۳۴          |
| فتح‌آباد (الحاق به منطقهٔ ۹ تبریز در سال ۱۳۹۷) | ۱٬۶۱۰        | ۱٬۹۲۱        | ۱٬۶۱۶        |

## محله‌های منطقه ۹ تبریز
محله‌های اصلی خاوران (منطقهٔ ۹) عبارتند از:
1. خاوران
2. فتح‌آباد

## ادارات و سازمان‌ها
ادارات و سازمان‌های دولتی واقع در خاوران (منطقهٔ ۹) عبارتند از:
1. شهرداری منطقهٔ ۹
2. بیمارستان کودکان زهرا مردانی آذر
3. ایستگاه راه‌آهن خاوران تبریز
4. دانشکده علوم پزشکی دانشگاه آزاد واحد تبریز
5. مرکز همایش‌های بین‌المللی تبریز
6. دانشکده کشاورزی دانشگاه تبریز